# Beia
Beia (en rus: Бея) és un poble de la República de Khakàssia, a Rússia, que en el cens del 2010 tenia 5.247 habitants. És la seu administrativa del districte homònim.